# Посольство Колумбии в России

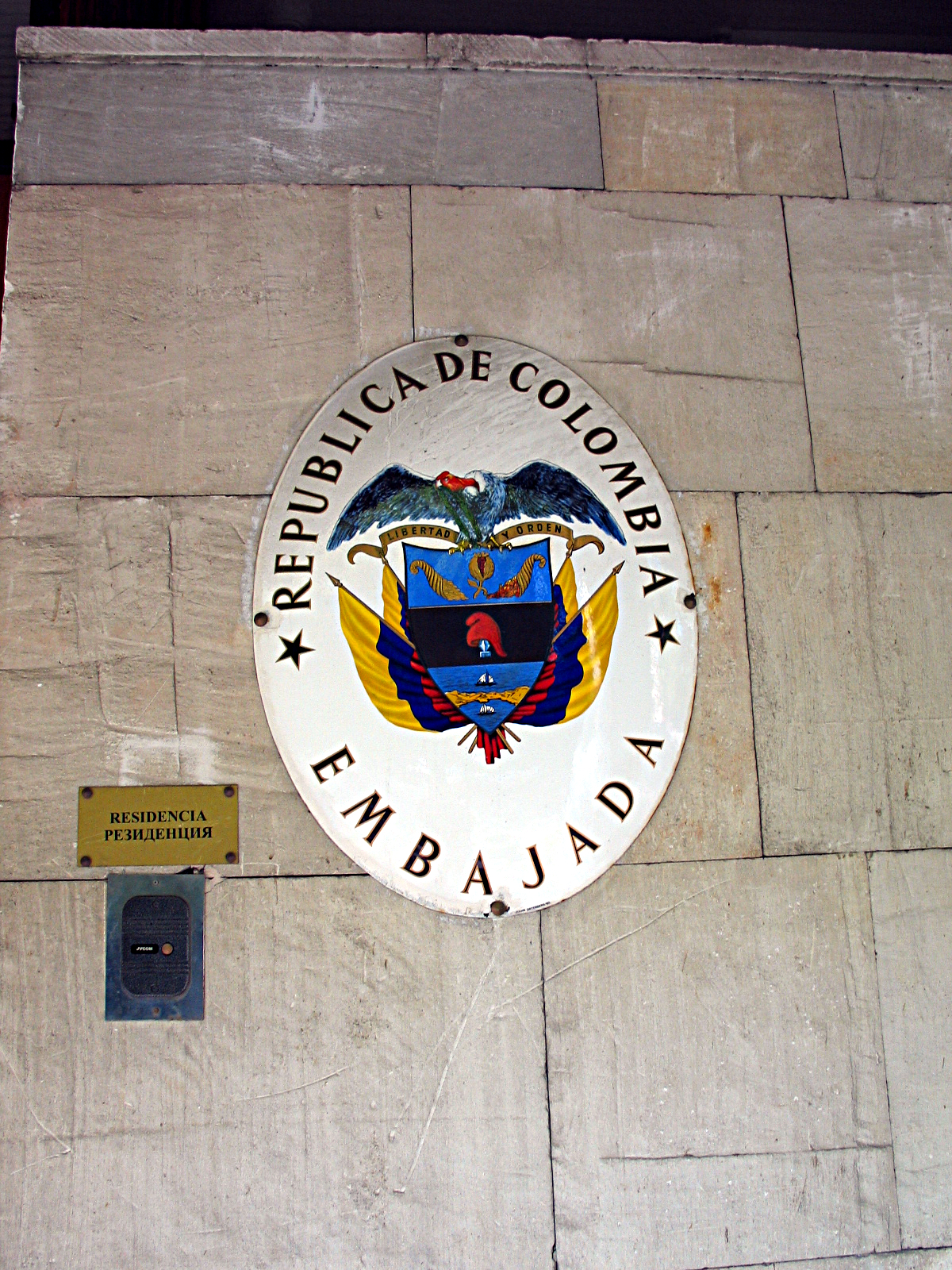
Герб Колумбии на здании посольства.

Посольство Республики Колумбия в Российской Федерации расположено в Москве в Хамовниках на улице Бурденко.
- Адрес: 119121, Москва, улица Бурденко, д. 20
- Телефоны: + 7(499) 248 3417; +7(499) 248 3073
- Чрезвычайный и Полномочный Посол Республики Колумбия в Российской Федерации: Эктор Исидро Аренас Нейра (с 24 февраля 2022 года).
- Индекс автомобильных дипломатических номеров посольства — 078.

## Дипломатические отношения
Дипломатические отношения между СССР и Колумбией были установлены 25 июня 1935 года, обмен послами состоялся в 1943 году. Однако уже в 1948 году после беспорядков в Боготе, в организации которых были обвинены «советские агенты», колумбийские власти разорвали дипотношения. Они были восстановлены по инициативе колумбийской стороны 19 января 1968 года. 27 декабря 1991 года колумбийское правительство заявило о признании Российской Федерации в качестве государства-продолжателя СССР.

## Визовые отношения
13 марта 2011 года вступило в силу Соглашение между Правительством Российской Федерации и Правительством Республики Колумбии об условиях отказа от визовых формальностей при взаимных поездках граждан Российской Федерации и граждан Республики Колумбии, подписанное в Нью-Йорке 24 сентября 2010 года.
Граждане Российской Федерации, являющиеся владельцами действительных паспортов, за исключением дипломатических, служебных и официальных, дающих право на пересечение границы, могут въезжать (выезжать, следовать транзитом и пребывать) на территорию Колумбии без виз на срок до девяноста (90) дней в течение каждого периода в сто восемьдесят (180) дней, начиная с даты их первого въезда.

## Послы Колумбии в России
- Оскар Вильямиль (199?—1999)
- Карлос Ольмес Трухильо Гарсия (1999—2001)
- Эрнесто Уэртас Эскальон (2001—2004)
- Мигель Сантамария Давила (2004—2007)
- Диего Хосе Тобон Эчеверри (2007—2011)
- Рафаэль Франсиско Амадор Кампос (с 9 декабря 2011 года по 2 октября 2013)[4]
- Хайме Хирон Дуарте (2014—2016)
- Альфонсо Лопес Кабальеро (2016—2022)
- Эктор Исидро Аренас Нейра (с 2022).

## Отделы посольства
- Консульский отдел
- ПроЭкспорт в России, Коммерческий отдел и туризм
- Отдел политики, прессы, координация работы отдела торговли, экономики и туризма
- Военный атташат